# Daming-Palast

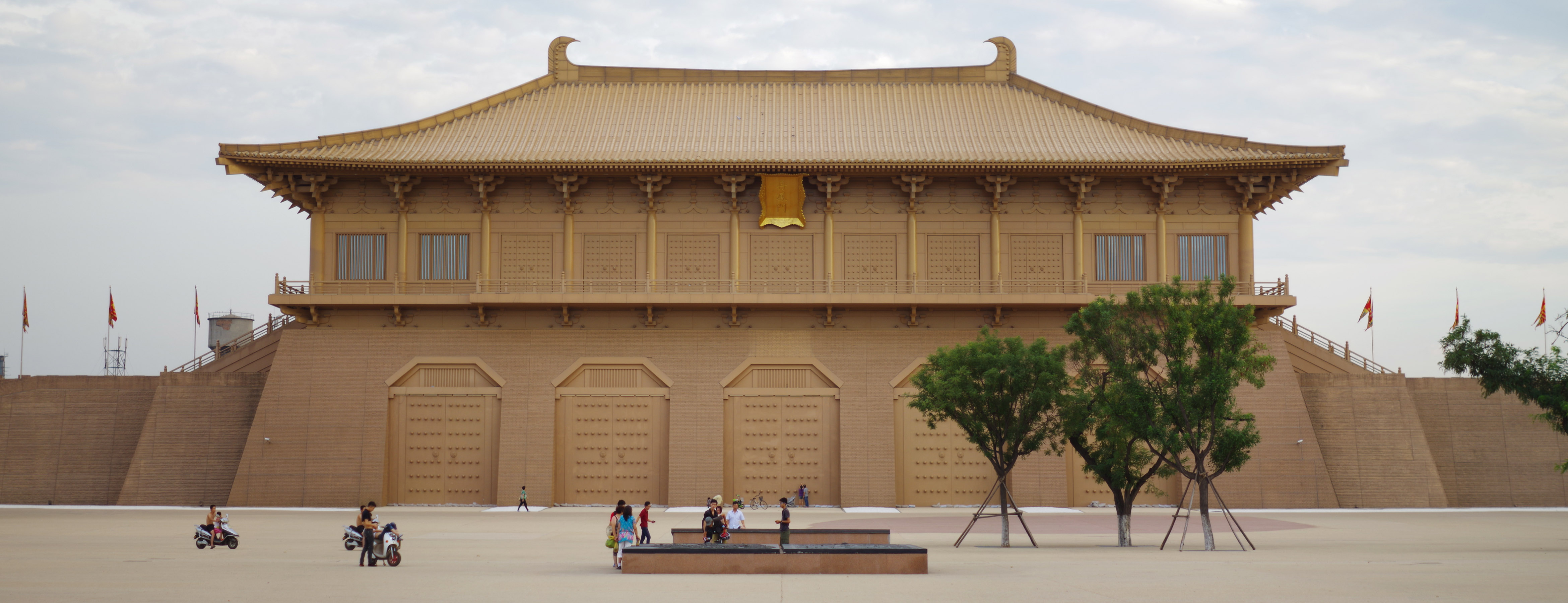
Rekonstruiertes Tor zum Dafeng-Palast

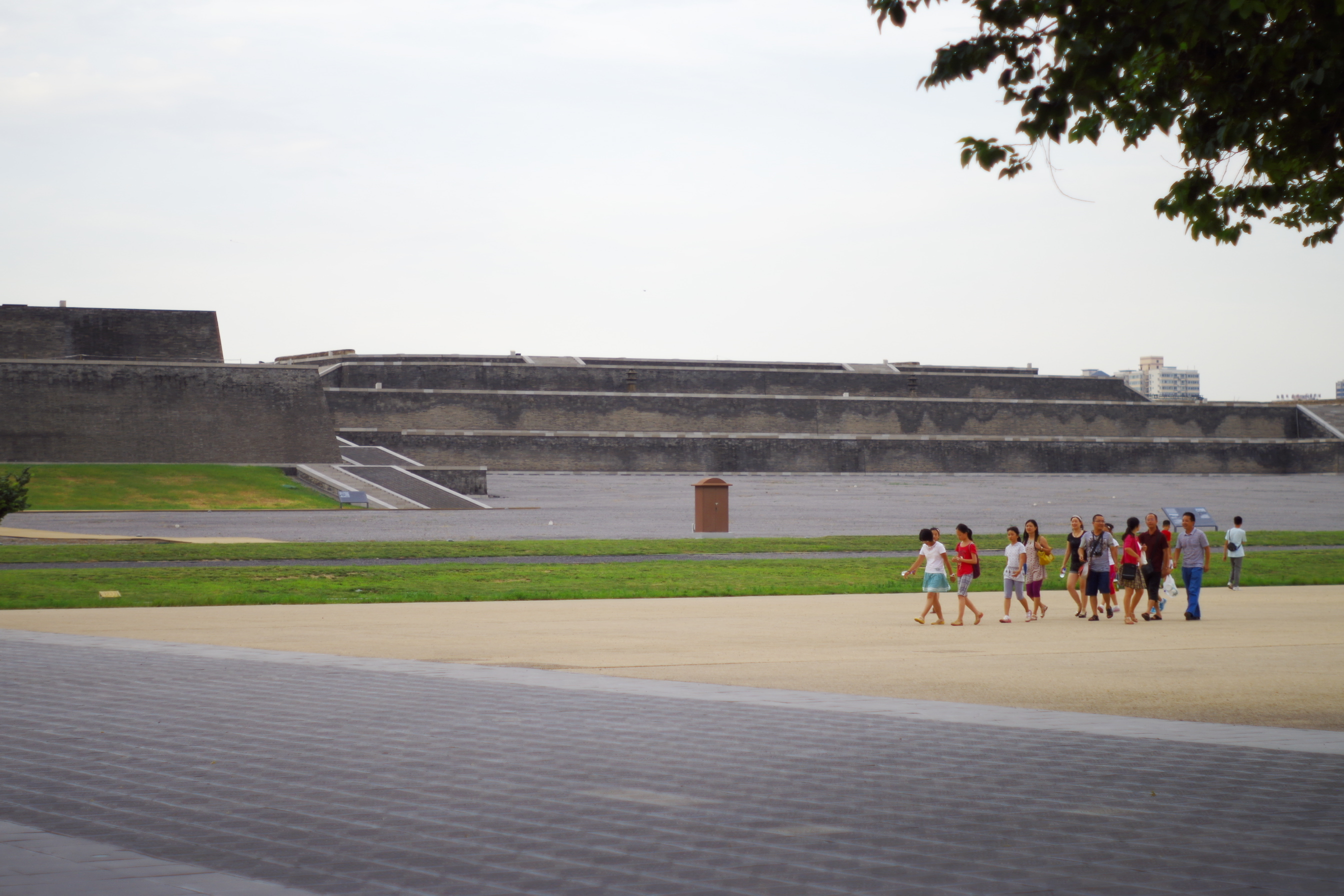
Die Ausgrabungsstätte der Hanyuan-Halle des Daming-Palasts

Die Stätte des Daming-Palastes (chinesisch 大明宫遗址, Pinyin Dàmíng gōng yízhǐ, englisch Daming Palace Site) auf der Longshou-Ebene (龙首原) nördlich der Stadt Xi’an 西安市 in der chinesischen Provinz Shaanxi ist eine archäologische Stätte einer tangzeitlichen Palastanlage. Sie wurde seit 1957 ausgegraben. Es handelt sich um den größten und bedeutendsten Palastkomplex der Stadt Chang’an der Zeit der Tang-Dynastie. Der Palast wurde im 8. Jahr der Zhenguan-Ära des Kaisers Taizong (634) erbaut. Seit der Herrschaft des Kaisers Gaozong (reg. 649–683) wurde der Palast die Hauptresidenz.
Er war der größte der drei großen Palastanlagen Chang'ans: der Daming-Palast lag im Osten, der Taiji-Palast im Westen und der Xingqing-Palast im Süden.
Hinter dem Daming-Palast wurde ein Teich ausgehoben, der Taiye-Teich (Tàiyè Chí  太液池, auch Penglai-Teich 蓬莱池 Pénglái Chí genannt), und in ihm wurde eine Insel, der Penglai-Berg (Pénglái Shān 蓬莱山), errichtet, auf dem nach der chinesischen Mythologie die Acht Unsterblichen leben sollen. Der Daming-Palast hieß vorübergehend auch Penglai-Palast (Pénglái Gōng 蓬萊宮).
Die Stätte des Daming-Palastes steht seit 1961 auf der Liste der Denkmäler der Volksrepublik China (1-156) und ist seit 2014 Bestandteil der UNESCO-Welterbestätte mit dem Titel Seidenstraßen: das Straßennetzwerk des Chang'an-Tianshan-Korridors.